# 2601 Bologna
2601 Bologna eller 1980 XA är en asteroid i huvudbältet som upptäcktes den 8 december 1980 av San Vittore-observatoriet i Bologna. Den är uppkallad efter den italienska staden Bologna. I vilken San Vittore-observatoriet finns.
Asteroiden har en diameter på ungefär 12 kilometer.